# Брестский процесс

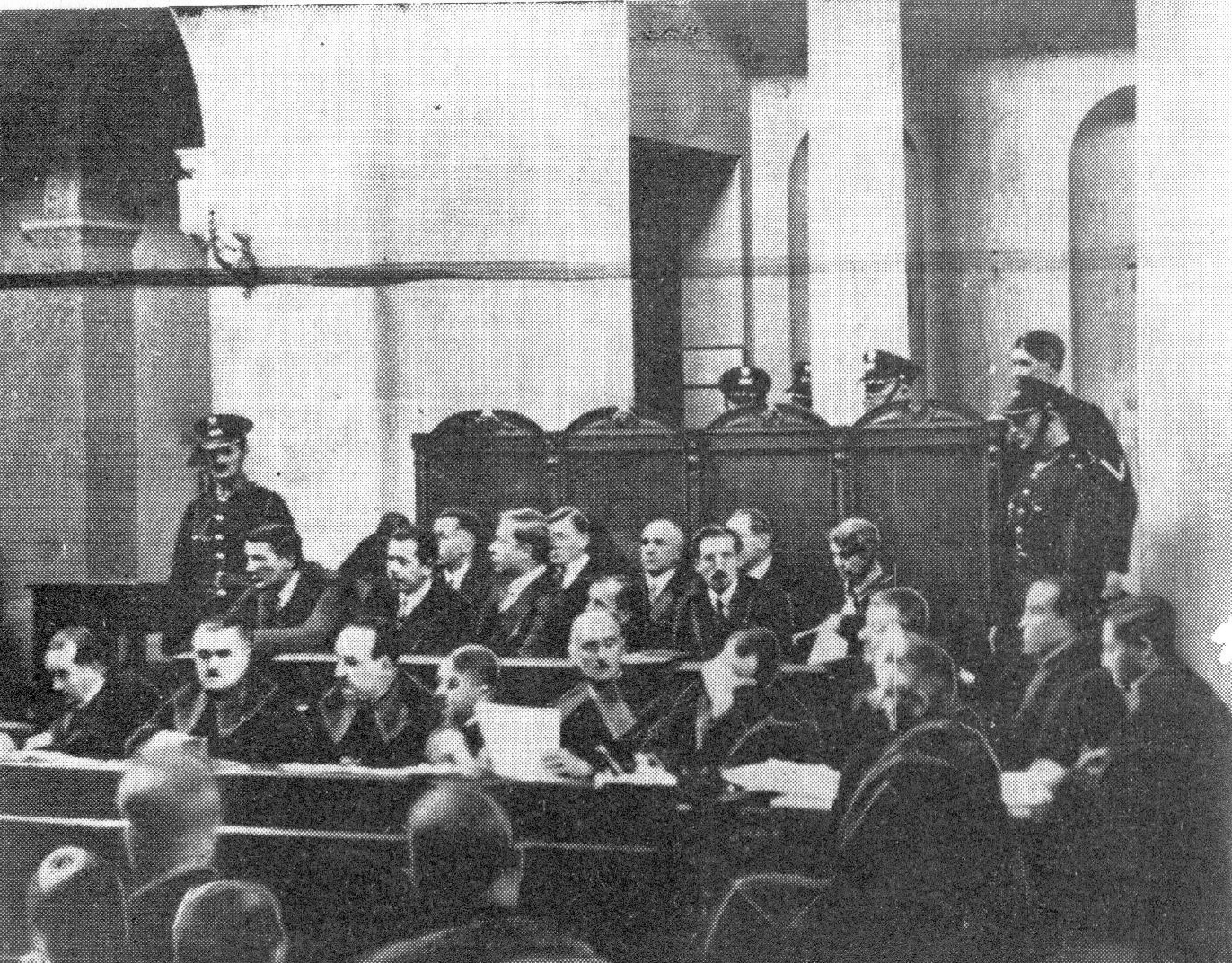
Скамья подсудимых во время Брестского процесса.

Брестский процесс (пол. Proces brzeski) — судебный процесс против руководства центристских и левых партий Польской республики, входивших в блок «Центролев». Проходил с 26 октября 1931 года по 13 января 1932 года в Варшавском окружном суде и стал одним из крупнейших политических процессов довоенной Польши.
Назван по месту содержания обвиняемых в Брестской крепости.

## Предпосылки
Нарастающая конфронтация между пришедшим к власти в результате Майского переворота режимом санации и оппозиционными политическими силами склонила руководство страны к аресту ряда бывших депутатов, в отношении которых после ликвидации 30 августа 1930 года Сейма перестала действовать неприкосновенность.
Акция была организована по прямому указанию Юзефа Пилсудского, который лично редактировал окончательный вариант списка подлежащих задержанию лиц. Данный список, а также письменный приказ об аресте, составил и подписал министр внутренних дел генерал Фелициан Славой Складовский.

## Аресты

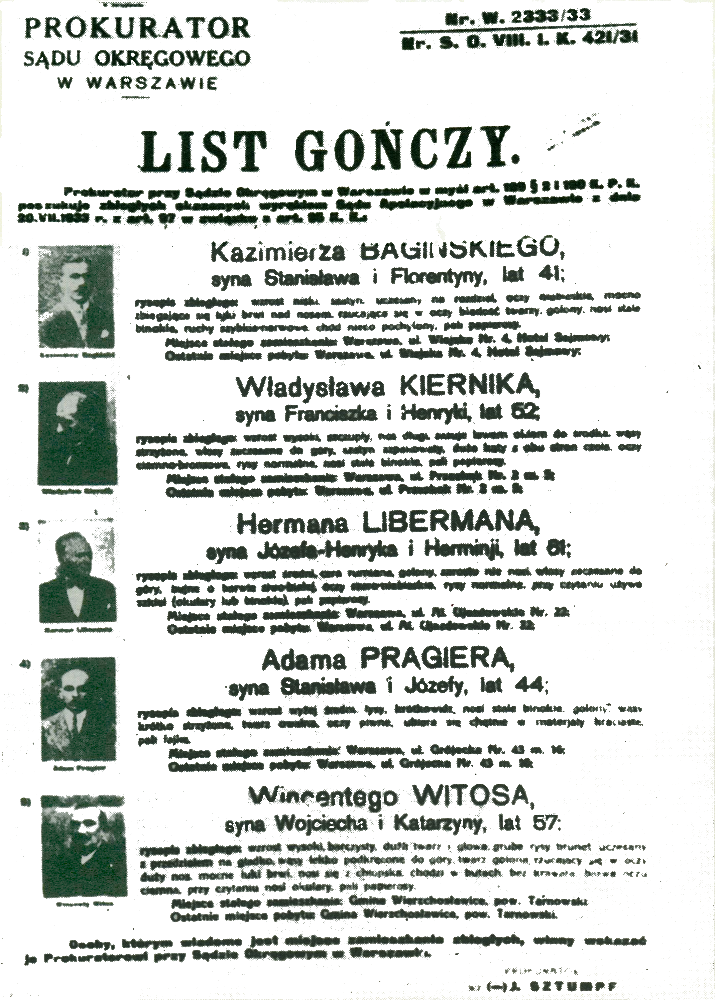
Объявление о розыске депутатов «Центролева»

Задержания лидеров «Центролева» прошли в ночь с 9 на 10 сентября 1930 года, во многих случаях с применением насилия.
По стране также прокатилась волна арестов других политиков и активистов, в частности, представителей украинского национального движения, которые затем были выпущены под залог или осуждены в рамках других судебных процессов.

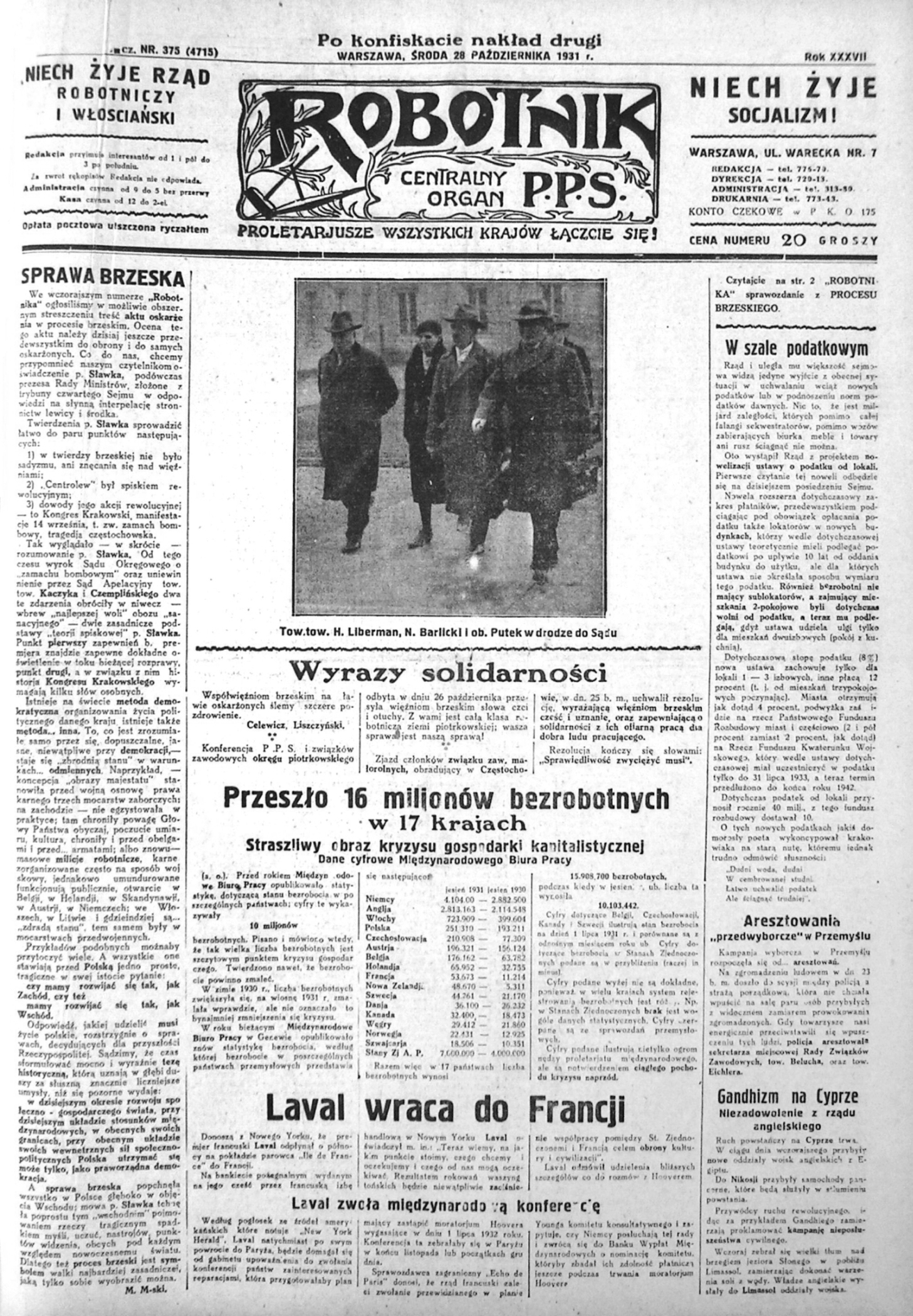
Номер газеты «Robotnik» от 28 октября 1931 года с описанием первых дней Брестского процесса.

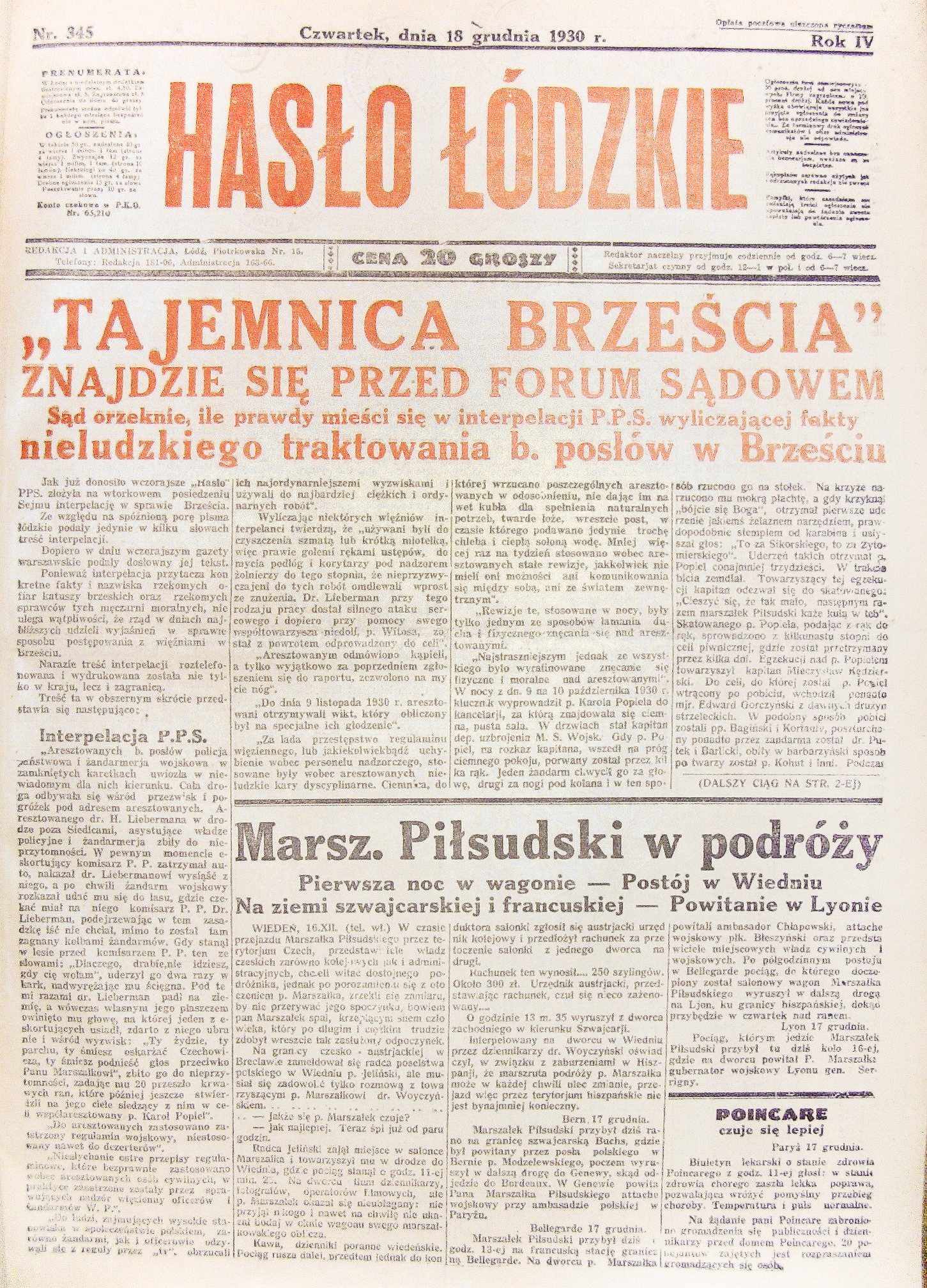
Первая полоса газеты «Hasło Łódzkie» от 18 декабря 1930 года с упоминанием интерпеляции PPS по поводу бесчеловечного обращения с бывшими депутатами.

В первом официальном сообщении Польского телеграфного агентства «ряду послов» были инкриминированы уголовные преступления, в частности кражи, мошенничество и присвоение имущества. Среди политических обвинений фигурировали, в частности, стрельба в полицию, призывы к насилию и неповиновению властям, антигосударственные выступления. Дело с самого начала активно комментировала оппозиционная пресса («Robotnik» и другие газеты).

### Условия содержания
Арестованные депутаты были помещены в специально подготовленную военную тюрьму в Брестской крепости. Комендантом тюрьмы стал полковник Вацлав Костек-Бернацкий. К заключенным применялись правила военно-тюремного устава и жесткие меры физического и психологического воздействия: имитация казни, побои и издевательства. Контакты с адвокатами и членами семьи были полностью запрещены.
Дело было передано в Варшавский окружной суд прокурору Чеславу Михаловскому. Следствие вел судья Ян Демант.

## Процесс
Процесс вел судебный коллектив под руководством Клеменса Хермановского в составе: Ян Рыкачевский и Станислав Лещиньский. Юзеф Лашкевич был запасным судьей на случай необходимости дополнения состава судей.
Согласно версии обвинения, выдвинутой прокурорами Витольдом Грабовским и Робертом Раузе, в период с 1928 года по 9 сентября 1930 года арестованные депутаты «сообща и сознательно готовили государственный переворот с целью насильственного устранения членов действующего правительства Польши и замены их другими лицами, однако без изменения принципов государственного устройства». Планируемый переворот, однако, не состоялся благодаря вмешательству властей.
Данный состав преступления был предусмотрен ст. 51, ст. 100 ч III и ст. 101 ч. I Уголовного кодекса (адаптированной версии Уголовного уложения Российской Империи 1903 года). статей 18 и 24 Уголовно-процессуального кодекса 1928 года.

## Приговор
Все обвиняемые, за исключением оправданного Адольфа Савицкого (Крестьянская партия), были признаны виновными и получили следующие сроки:
| Осужденный         | Партия           | Приговор |
| ------------------ | ---------------- | -------- |
| Герман Либерман    | PPS              | 2,5 года |
| Норберт Барлицкий  | PPS              | 2,5 года |
| Станислав Дюбуа    | PPS              | 3 года   |
| Мечислав Мастек    | PPS              | 3 года   |
| Адам Прагер        | PPS              | 3 года   |
| Адам Циолкош       | PPS              | 3 года   |
| Винценты Витос     | PSL «Piast»      | 1,5 года |
| Владислав Керник   | PSL «Piast»      | 2,5 года |
| Казимеж Багиньский | PSL «Wyzwolenie» | 2 года   |
| Юзеф Путек         | PSL «Wyzwolenie» | 3 года   |

Винценты Витос и Казимеж Багиньский дополнительно были оштрафованы на 80 злотых, а остальные осужденные — на 160 злотых. Все обвиняемые должны были покрыть судебные расходы. В срок отбытия наказания было засчитано пребывание в аресте с 11 сентября 1930 года.
Судья Станислав Лещиньский изложил особое мнение и высказался за оправдание всех обвиняемых.
7-11 февраля 1933 года в Варшавском апелляционном суде под председательством судьи Бронислава Гака была рассмотрена апелляция, которая окончилась утверждением приговора первой инстанции. 9 мая 1933 года Верховный суд отменил данный приговор и направил дело на доследование. 11-20 июля 1933 года прошло второе заседание Апелляционного суда, который признал первый приговор обоснованным. Окончательно приговор был утвержден Верховным судом после рассмотрения 2-5 октября 1933 года очередной апелляции защиты.

## После процесса
Норберт Барлицкий, Адам Циолкош, Станислав Дюбуа, Мечислав Мастек и Юзеф Путек подчинились решению суда и явились, чтобы подвергнуться наказанию, и впоследствии были досрочно освобождены.
Остальные осужденные эмигрировали из Польши в Чехословакию, а Герман Либерман — во Францию. Адам Прагер вернулся из эмиграции, подчинился приговору и отсидел срок в 1935—1936 годах. Винценты Витос, Казимеж Багиньский и Владислав Керник вернулись из Чехословакии в Польшу после создания 15 марта 1939 года Протектората Богемии и Моравии Третьим рейхом и оккупации Праги вермахтом. Декретом президента Владислава Рачкевича 31 октября 1939 года все приговоренные на Брестских процессах были амнистированы.

## Последствия
В результате процесса представителям санации удалось достичь поставленных целей при формальном соблюдении буквы закона: деятельность «Центролева» была прекращена, ведущие оппозиционные политики были исключены из политической жизни страны и частично дискредитированы, в Польше вплоть до войны сохраняли власть сторонники Юзефа Пилсудского.

## Попытки реабилитации
Вопрос реабилитации осужденных был предметом депутатских запросов V и VI созыва Сейма РП: 8 декабря 2005 года и 12 декабря 2007 года — Польская крестьянская партия, а также 26 сентября 2008 года Союзом демократических левых сил.
Генеральная прокуратура отклонила все прошения о реабилитации, ссылаясь на отсутствие исходных материалов дела и недостаточность оснований для принятия данного решения. Также указывалась необходимость более подробного рассмотрения обстоятельств процесса.

## В культуре
Брестскому процессу частично посвящён фильм «Zamach stanu» (1981 г., реж. Рышард Филипский).